# 许昌郡
许昌郡，中国南北朝时设置的郡。
东魏天平元年（534年）析颍川郡置许昌郡，治所在许昌县（今河南许昌市东北许田镇）。辖境相当今河南省许昌市一带。下辖许昌县、扶沟县、鄢陵县、新汲县，隶属于郑州。北齐、北周沿置，下辖许昌县、扶沟县、鄢陵县。隋文帝开皇三年（583年）废除许昌郡，属县直属許州。